# Partidul Social Democrat Român (1910-1918)
Partidul Social Democrat Român a fost reprezentantul social-democrației în Vechiul Regat. Partidul a funcționat legal între anii 1910-1916, când a fost ilegalizat. Ulterior, a funcționat în clandestinitate. După Marea Unire, moderații au refondat PSDR-ul, în timp ce radicalii s-au înscris în PCR. 

## Membri marcanți
- Vasile Anagnoste

- Ecaterina Arbore

- Mihai Gheorghiu Bujor

- Alecu Constantinescu

- Gheorghe Cristescu

- Constantin Dobrogeanu-Gherea

- Toma Dragu

- I. C. Frimu

- Leon Ghelerter

- Ștefan Gheorghiu

- Theodor Iordăchescu

- Dimitrie Marinescu

- Ioan I. Mirescu

- Ilie Moscovici

- Alexandru Nicolau

- Ottoi Călin

- Ion Pas

- Ana Pauker

- Constantin Titel Petrescu

- Cristian Racovski

- Camil Ressu

- Max Wexler

- Șerban Voinea